# Михайло Бачинський
Михайло Бачинський (пол. Michał Baczyński; 1884 — помер після 1935) — член Сейму 3-го терміну у Польській Республіці (1918—1939) від Безпартійного блоку співпраці з урядом, старорусин (москвофіл).

## Життєпис
За фахом був юристом. У 1918—1920 роках воював у Росії на боці «білих» (був офіцером Добровольчої армії). Потім був юрисконсультом Митної дирекції у Львові та львівським міським радником.
З 1921 року був членом Галицько-руської народної організації, а з 1923 року — Руської народної організації. У 1926 році був одним із засновників Староруського аграрного союзу, який у 1928 році був перетворений на Руську аграрну партію.
21 січня 1931 року він виголосив промову на засіданні Сеймової Адміністративної Комісії, в якій критикував саботаж Української Військової Організації, підтримував репресивну акцію у східній Малопольщі та перелічував кривди, яких зазнали старорусини від українців. З цієї причини керівництво УВО винесло Бачинському смертний вирок.
25 березня 1932 року він брав участь у похоронах Еміліана Чеховського, заступника комісара державної поліції. У 1933 році був учасником установчого з'їзду Союзу лемків, метою якого було відокремити лемківське населення від українського населення та москофільських впливів. З 1935 р. був урядовим комісаром Національного дому у Львові.